# Renault AFV
Pour les articles homonymes, voir AFV.
Le Renault AFV est un tracteur agricole français des années 1930 et des années 1940.

## Conception
Le tracteur AFV est basé sur le Renault YL. Le moteur du YL, celui de la Celtaquatre, est remplacé sur l'AFV par le moteur 85 de la Vivaquatre. Le moteur 85 est un 4 cylindres possédant une cylindrée de 2,4 l,.
Fin 1940, Renault lance la production de l'AFVH, une variante à gazogène, qui se distingue par une chaudière placée à l'avant pour produire, par combustion du charbon, les gaz qui seront brûlés dans le moteur.
Une version réduite est également conçue pour circuler dans les vignes et produite en quelques dizaines d'exemplaires.

## Production
Le Renault AFV est produit à partir de janvier 1938 et 429 sont produits avant septembre 1939 et le début de la Seconde Guerre mondiale. La production reprend en octobre 1940, jusqu'en décembre 1943.
L'Armée de l'air commande dix Renault AFV, livrés en octobre 1939, pour servir de tracteurs d'aérodrome.